# Михаэль Кольхаас (фильм, 2013)
«Михаэль Кольхаас» (фр. Michael Kohlhaas) — франко-немецкий драматический фильм 2013 года, основанный на одноимённой новелле Генриха фон Клейста. Фильм был номинирован на «Золотую пальмовую ветвь» на Каннском кинофестивале 2013 года.
Фильм выиграл «Golden Iris» на Брюссельском кинофестивале. В январе 2014 фильм получил шесть номинаций на 39-й премии Сезар, в двух из которых он победил.

## Сюжет
XVI век. В Севеннах счастливо живёт богатый торговец лошадьми Михаэль Кольхаас со своим семейством. Но став жертвой несправедливости, этот благочестивый и честный человек собирает армию и принимается грабить города, чтобы восстановить свои попранные права.

## В ролях
- Мадс Миккельсен — Михаэль Кольхаас
- Дэльфин Шийо — Джудит
- Бруно Ганц — губернатор
- Пол Бартел — Жереми
- Мелюсин Маянс — Лисбет
- Давид Беннент — Сезар
- Давид Кросс — проповедник
- Дени Лаван — теолог
- Сержи Лопес — однорукий мужчина
- Амира Касар — настоятельница
- Сванн Арло — барон
- Роксана Дюран — принцесса Маргарита Наваррская